# Oceano cósmico

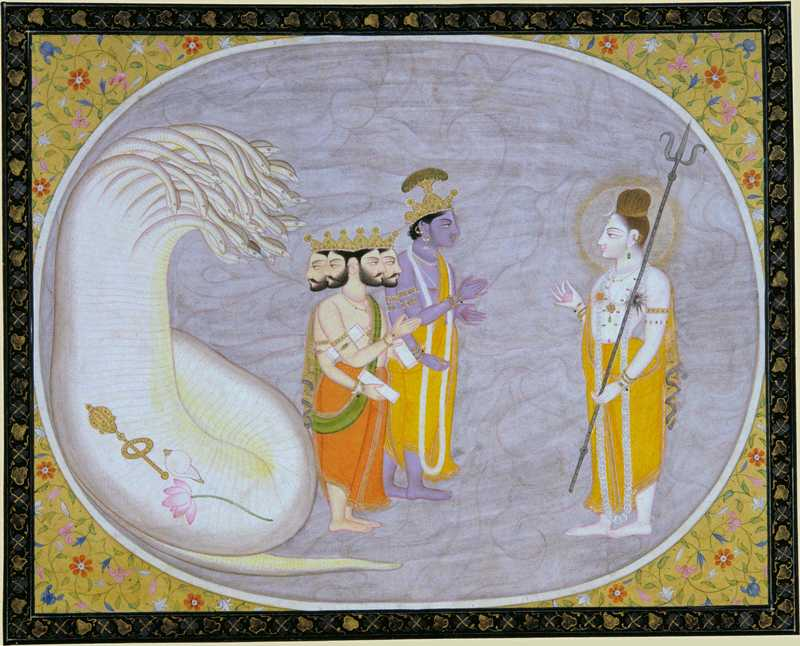
"O Oceano Cósmico revela Brahma, Vishnu e Shiva

Um oceano cósmico ou rio celeste é um motivo mitológico encontrado na mitologia de muitas culturas e civilizações, representando o mundo ou o cosmos envolvido por águas primordiais.
Nos mitos da criação, as águas primordiais são frequentemente representadas como tendo originalmente preenchido todo o universo, sendo a primeira fonte do cosmos dos deuses ou Deus, com o ato de criação correspondendo ao estabelecimento de um espaço habitável separado das águas envolventes. Aparece entre as primeiras vezes na mitologia mesopotâmica antiga como Nammu em sumério, depois como Apsu e Tiamat babilônicos; e como Nun na mitologia egípcia. No Enuma Elish está escrito:
Quando o céu lá em cima ainda não havia sido nomeado / Nem a terra abaixo pronunciada pelo nome,

Apsu, o primeiro, seu gerador / E a criadora Tiamat, que os suportava todos,
Haviam misturado suas águas, mas não haviam formado pastos ou descoberto juncais.
Quando ainda não se manifestaram os deuses / Nem se pronunciaram nomes, nem se decretaram destinos.

Então nasceram deuses dentro deles.
O contato dos povos semíticos no Oriente Próximo com povos mesopotâmicos e egípcios influenciou a concepção israelita de águas primevas, e na primeira história da criação na Bíblia há apenas terra e água em um estado desorganizado: "E a terra era sem forma e vazia; e havia trevas sobre a face do abismo; e o Espírito de Deus se movia sobre a face das águas..." (Gênesis 1:2). O mundo também é criado como um espaço dentro da água e, por isso, é cercado por ela: "E disse Deus: Haja uma expansão no meio das águas, e haja separação entre águas e águas." (Gênesis 1:6). Esse abismo de águas é designado pela palavra Tehom em hebraico e no judaísmo e religiões abraâmicas posteriores desenvolveu-se a teologia de que a matéria prima seria coeva com Deus.
Também foi influenciada a mitologia grega, em que algumas versões de teogonias narram os deuses que personificam as águas como os primeiros, o que é visto em Homero na Ilíada 14:201: "Okeanos, origem dos deuses, e mãe Tétis". Aristóteles e Platão fizeram referência a essa corrente. Platão, no entanto, afirma no Timeu que o estado pré-cósmico não é formado pelos elementos naturais como tais:
Como afirmamos no começo, todas essas coisas estavam em estado de desordem, quando Deus implantou nelas proporções tanto em relação a si mesmas quanto em suas relações umas com as outras, na medida em que fosse possível para elas estarem em harmonia e proporção. Pois naquela época nada participava disso, salvo por acidente, nem havia qualquer coisa que merecesse ser chamada pelos nomes que agora usamos, como fogo e água.
Plutarco relata que os egípcios atribuem essa doutrina do princípio como a água, encontrada em Tales e Homero, como sendo originária deles:
Eles [os egípcios] acham que Homero também, como Tales, colocou a água como princípio e origem de todas as coisas, depois de aprender com os egípcios; pois Okeanos é Osíris e Tétis é Ísis, pois ela cuida e nutre todas as coisas.
Beroso posteriormente compara a vertente grega com a narrativa babilônica e equivale Omorka (uma forma de título de Tiamat como "Ummu-Hubur", que significa Mãe-Rio do Submundo, ou derivado de "emaruukka", dilúvio) a Thalassa (mar).
Oannes disse que houve um tempo em que tudo era escuridão e água, e que nessa água seres estranhos com formas peculiares vinham à vida... Mas isso, ele diz, é falar alegoricamente sobre a natureza, tudo consistia de umidade e criaturas vieram à existência nela
Na mitologia iraniana, Frāxkard (médio persa: plʾhwklt‎, avéstico: Vourukaša; também chamado Warkaš no persa médio) é o nome do oceano cósmico, conforme aparece no Bundahishn. Na mitologia hindu, o conceito aparece como a deusa Danu e seus filhos (Danava), ou como apas (águas). O indologista Alain Daniélou afirmou que se encontra nas tradições do hinduísmo:
O mundo é um pensamento divino, uma vibração no substrato causal; portanto, a lua, a mente cósmica, é assimilada às águas causais (ap), das ondas das quais todas as formas tangíveis se desenvolvem.
Na mitologia nórdica segundo a Edda poética, o derretimento de gelo primordial gera todas as criaturas do cosmos, originando a Ymir, de cujo suor surgiu seus ancestrais, e Audumbla, que lambeu o sincelo, dando forma ao humano.
Assim como a parte norte estava congelada, o sul estava derretido e brilhante, mas o meio de Ginnungagap era tão suave quanto o ar em uma noite de verão. Lá, o hálito quente que vinha do norte de Muspell encontrou a geada de Niflheim; e relaram-se e brincaram sobre ele, e o gelo começou a derreter e a pingar. A vida acelerou naquelas gotas, que assumiram a forma de um gigante, chamado Ymir.
A narrativa do Popol Vuh, atribuída aos povos maias quichés, foi registrada como um mito de criação maia que contém referência a águas primordiais: 
"A face da terra ainda não apareceu. Sozinha permanece a extensão do mar, junto com o ventre de todo o céu... Tz’aqol e B’itol, Tepeu e Serpente Quetzal (Gucumatz), Xmucane e Xpiyacoc. Luminosos eles estão na água, envoltos em plumagens quetzal e penas de cotinga. Portanto eles são chamados Serpente Quetzal... Que a água seja retirada, esvaziada, para que a placa de terra seja criada".
No espiritismo, é atribuído aos espíritos o conceito de "fluido cósmico universal" ou "fluido universal" como substância fundamental de toda matéria e elemento único que recebe modificações, gerando propriedades do universo como as forças moleculares, a eletricidade e o magnetismo. Em A Gênese é afirmado:
A matéria cósmica primitiva continha os elementos materiais, fluídicos e vitais de todos os universos que estadeiam suas magnificências diante da eternidade. Ela é a mãe fecunda de todas as coisas, a primeira avó e, sobretudo, a eterna geratriz. Absolutamente não desapareceu essa substância donde provêm as esferas siderais; não morreu essa potência, pois que ainda, incessantemente, dá à luz novas criações e incessantemente recebe, reconstituídos, os princípios dos mundos que se apagam do livro eterno.